# Jeff Nichols
Jeff Nichols (Little Rock, 7 december 1978) is een Amerikaans regisseur en scenarioschrijver.

## Carrière
Jeff Nichols werd in 1978 geboren in Little Rock (Arkansas). Hij volgde filmlessen aan de School of Arts van de Universiteit van North Carolina. In 2007 maakte hij zijn filmdebuut met Shotgun Stories, dat hij zelf schreef en regisseerde. De film kreeg overwegend positieve recensies. Het was ook de eerste keer dat hij samenwerkte met acteur Michael Shannon. Shannon vertolkte nadien ook een hoofdrol in Take Shelter (2011) en Midnight Special (2016) van Nichols.
Nichols schreef en regisseerde ook het drama Mud (2012). De film met in de hoofdrol Matthew McConaughey dong in 2012 mee naar de Palme d'Or. Datzelfde jaar was Nichols ook voorzitter van de jury van het Internationaal filmfestival van Rome.

## Filmografie
| Jaar | Titel            | Regisseur | Scenarist |
| ---- | ---------------- | --------- | --------- |
| 2007 | Shotgun Stories  |           |           |
| 2011 | Take Shelter     |           |           |
| 2012 | Mud              |           |           |
| 2016 | Midnight Special |           |           |
| 2016 | Loving           |           |           |
| 2023 | The Bikeriders   |           |           |